# Szubin
Szubin là một thị trấn thuộc huyện Nakielski, tỉnh Kujawsko-Pomorskie ở trung-bắc Ba Lan. Thị trấn có diện tích 8 km². Đến ngày 1 tháng 1 năm 2011, dân số của thị trấn là 9333 người và mật độ 1220 người/km².